# Pan güllich

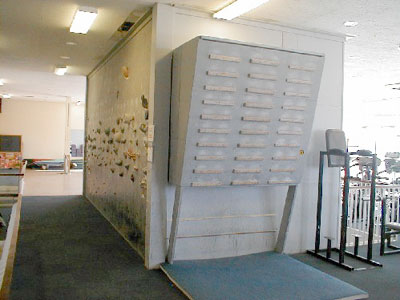
Un pan güllich in una palestra di arrampicata

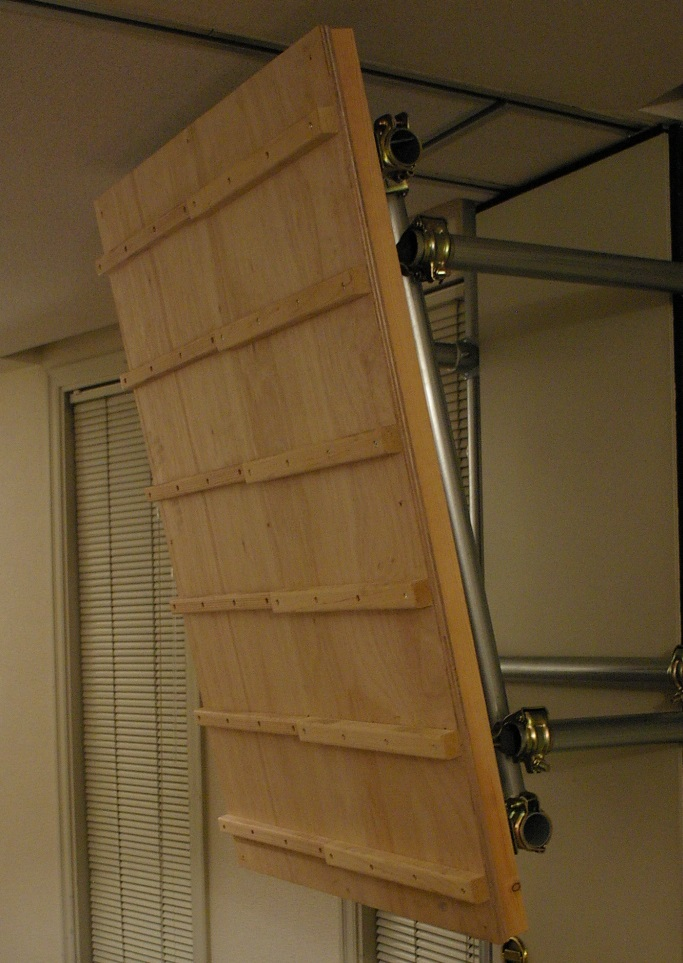
Un pan güllich di legno con listelli di differente grandezza

Il  pan güllich  (dal cognome del suo ideatore, lo scalatore Wolfgang Güllich) è un attrezzo finalizzato al potenziamento della forza delle dita; gli effetti allenanti si protraggono alle braccia e coinvolgono anche la parete addominale ed i muscoli della schiena.
Costruito interamente in legno, è composto da un pannello di supporto al quale sono fissati parallelamente al suolo listelli equidistanti fra loro; il corretto fissaggio richiede un'inclinazione del pannello di circa 10°/20° rispetto alla parete d'appoggio ad un'altezza ottimale per la presa delle dita sui listelli.(1,70 cm circa)
La produzione artigianale non permette la stesura di standard per le caratteristiche tecniche e le dimensioni, ma il principio di utilizzo rimane invariato: il corpo, sollevato dal suolo, esegue una varietà di esercizi spostandosi da un listello all'altro col solo ausilio delle mani.
Si tratta di un attrezzo spesso utilizzato da chi pratica l'arrampicata sportiva.